# Purtse
Purtse is een plaats in de Estlandse gemeente Lüganuse, provincie Ida-Virumaa. De plaats heeft de status van dorp (Estisch: küla) en telt 261 inwoners (2021).
De plaats ligt aan de gelijknamige rivier, die bij Purtse uitstroomt in de Finse Golf.